# Абу Каліджар
Абу Каліджар (Калігар) (*1010—1048) — емір Фарсу в 1024—1048 роках, Кермана у 1028—1048 роках та Іраку в 1044—1048 роках, шахиншах у 1037—1048 роках. Тронне ім'я Імад-ад-Дін («Стовп віри»). Повне ім'я — Абу Каліджар Імад ад-Дін Марзубан бен султан аль-Даула Абу Шуя.

## Життєпис
Походив з династії Буїдів. Старший син аміра аль-умара Султана аль-Даули. Втім його батько лише правив Фарсом та Іраком. Останній також було втрачено у 1021 році. Народився у 1010 році в Ширазі або Багдаді. Отримав спочатку ім'я Марзубан, згодом додав до нього Абу Каліджар.
У 1024 році після смерті Султана аль-Даули успадкував трон у Фарсі, проте йому вже не підпорядковувався Ісфаган. Абу Каліджар узяв тронне ім'я Імад ад-Дін. Перші декілька років керував під орудою євнуха Сандала, у якого навчився управління державою. З 1027 року став володарювати самостійно. Головною метою обрав відновлення єдиної держави Буїдів.
У 1028 році рушив проти свого стрийка Кавама аль-Даули, еміра Кермана, якому було завдано рішучої поразки. Абу Каліджар приєднав це важливе володіння до Фарсу. У 1029 році затвердився у Басрі. У 1030 році завдав рішучої поразки флоту іншого стрийка Джалала аль-Даули, еміра Іраку. Слідом за цим військо Абу Каліджара на чолі з візиром Бахрамом ібн Мафінном захопило провінцію Хузістан. Столицю було перенесено з Ширазу та Ахвазу.
З 1031 року почалися військові сутички з Державою Газневідів. Війська останніх у 1033 році захопили провінцію Керман, але вже у 1034 році вдалося повернути її під владу Абу Каліджара. Проте бойові дій на прикордонні тривали увесь час володарювання.
Разом з тим Абу Каліджар намагався відновити владу свого роду над Іраком. 1032 року він завдав поразки Джала аль-Даулі, домігшись виключення того з хутби. Проте у 1033 році Абу Каліджар зазнав поразки й втратив Басру. У 1037 році війська Фарса рушили до Багдаду, проте захопити йому не вдалося. Натомість емір Джала аль-Даула визнав Абу Каліджара старшим еміром, а той прийняв титул шахіншаха. Втім невдовзі зазнав поразки від союзників Джалала аль-Даули — держави Хамданідів та арабського племені Бану Асад. У 1039 році було відновлено владу Абу Каліджара над Басрою. У 1041—1042 роках придушено повстання у Північному Омані.
У 1043 році завдано поразки війську Сельджуків у Кермані. У 1044 році після смерті Джалала аль-Даули зумів захопити Багдад та Ірак, де від халіфа аль-Каїма отримав почесний титул аміра аль-умара. Невдовзі розширив свою владу на Західну Персію. Водночас намагався втрутитися у справи держави Какуїдів (зі столицею в Ісфагані), проте останні визнали зверхність Держави Сельджуків. У 1045 році почав готуватися до війни з Сельджуками, проте у 1046 році скасував похід через масовий мор коней.
У 1047 році уклав мирний договір з сельджуцьким володарем Тогрул-беком. У 1048 році до провінції Керман вдерлися війська Сельджуків, на бік яких перейшов місцевий валі (намісник). Абу Каліджар почав збирати військо та союзників, щоб виступити проти супротивника. Проте в цей час помер у жовтні або листопаді того ж року. В Фарсі йому спадкував син Абу Мансур Фулад Сутун, а в Іраку — Аль-Малік аль-Рахім.

## Родина
- Абу Алі Фанна Хосров (д/н—1094)
- Абу Мансур Фулад Сутун (д/н—1062), емір Фарса у 1048—1062 роках
- Аль-Малік аль-Рахім (д/н—1058/1059), емір Іраку в 1048—1055 роках
- Абу Саад Хосров Шах (д/н—1054). емір Фарсу у 1049—1054 роках
- Абуль-Музаффар Бахрам
- Камрава